# Karen Aabye
Karen Aabye, född 1904, död 1982, var en dansk författare.

## Biografi
Aabye studerade journalistik och bodde 1929–1932 i Frankrike, där hon bland annat var medarbetare i Skandinaverne i Paris. Efter sin hemkomst var hon medarbetare i Politikens Lytterblad och blev 1937 medarbetare i Berlingske Tidende där hon specialiserade sig på skolfrågor. Aabye debuterade som författare med romanen Der er langt til Paris år 1939. Boken Vi skal snart hjem från 1946 skildrar hon på ett mycket professionellt sätt danska medborgare som flyr in i Sverige under Andra världskriget.
Övriga verk är Bedstemor er Jomfru från 1965 och Martineserien mellan 1950 och 1954.

## Böcker översatta till svenska
- Vi ska inte ha pengar tillbaka, 1942 (Vi skal ikke ha penge tilbage, 1941)
- Det hände i Kisumbacken, 1945 (Det skete ved Kisum bakke)
- Jupiter glömmer aldrig, 1946 (Jupiter glemmer aldrig)
- Gå mot solen, Marianne, 1947 (Kvinde, gaa mod solen)
- Vi lever ändå, 1948 (Branden i Magasin du monde)
- Martine, 1954